# American Paint Horse

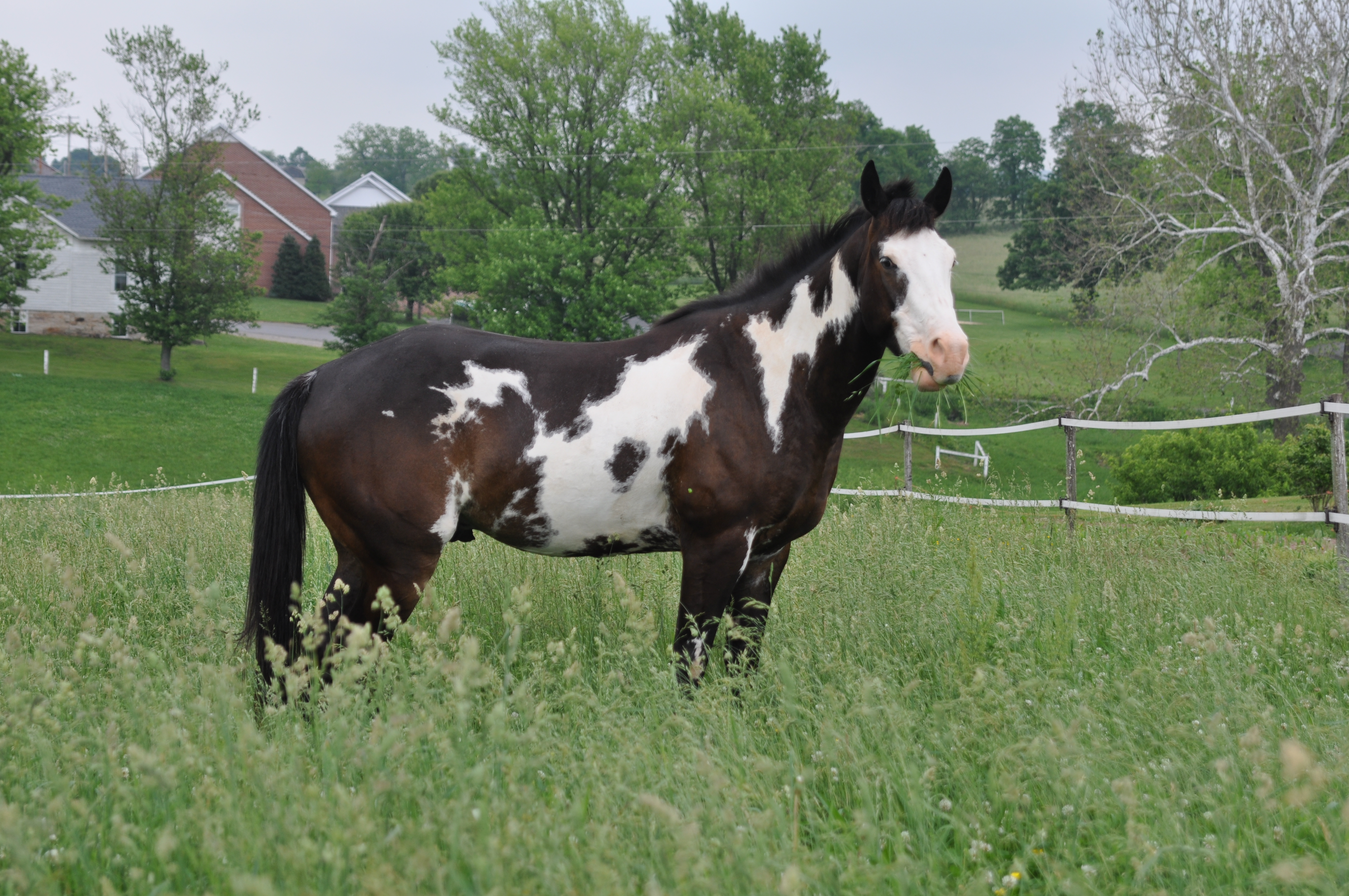

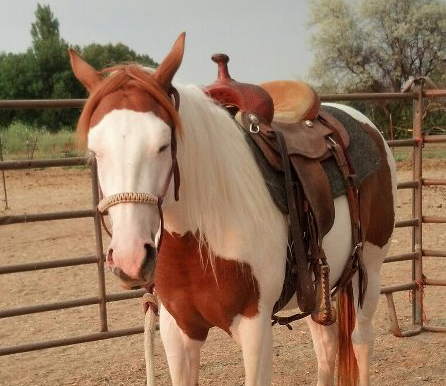

American Paint Horse este o rasă de cal originară din Statele Unite ale Americii, preferată de indieni, datorită robei lor, care îi camuflează foarte bine la război.
Au pete colorate, overo, tovero sau sabino și de obicei ochii albaștri sau căprui.

## Anatomie
Au corpul zvelt, gâtul lung, pieptul musculos, picioarele puternice și lungi, urechile de mărime medie și nările mari.
Au o înălțime cuprinsă între 1,54 m și 1,80 m.
Sunt cai rapizi, puternici și ascultători. Rasa se mai numește și Pinto Horse, Pinto, Paint horse, Paint, American Pinto Horse, Cálico.

## Istorie
Este un descendent al calului arab, dar este crescut și perfecționat de către amerindienii din SUA. A fost foarte reprezentat în mijloacele de iconografie de americani ca având o importanță deosebită în secolul al XVIII-lea.

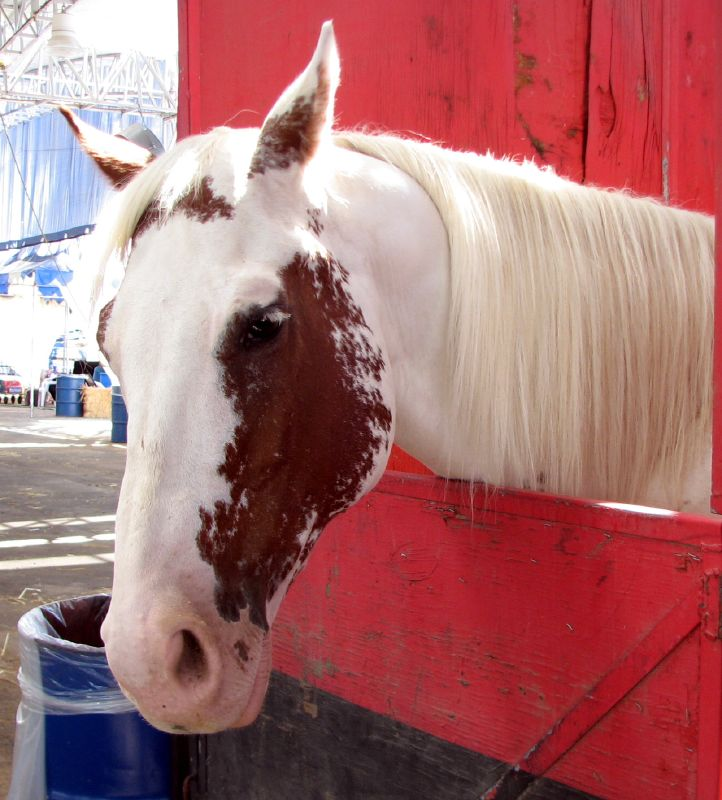

Pinto se poate referi de fapt la orice cal care are pete overo, tovero sau sabino. Cu toate acestea rasele cele mai comune care reprezintă aceste modele de culoare specifice includ calul islandez, mustangul, calul arab și American Saddlebred. Calul pinto este crescut pentru modelele sale de culoare.
Chiar dacă acești cai par să fi apărut drept cai ai indienilor americani, blana lor în două culori, o colorație care este atât de caracteristică unui cal pinto, a ajuns probabil în America de Nord prin șeptelul spaniol și arab care a venit odată cu exploratorii timpurii. Americanii nativi preferau caii cu pete și și-au bazat selecția cailor pe această particularitate. Mai târziu, coloniștii americani și-au încrucișat caii cu ponei indieni, ceea ce a permis ca acest model de culoare să rămână unic.

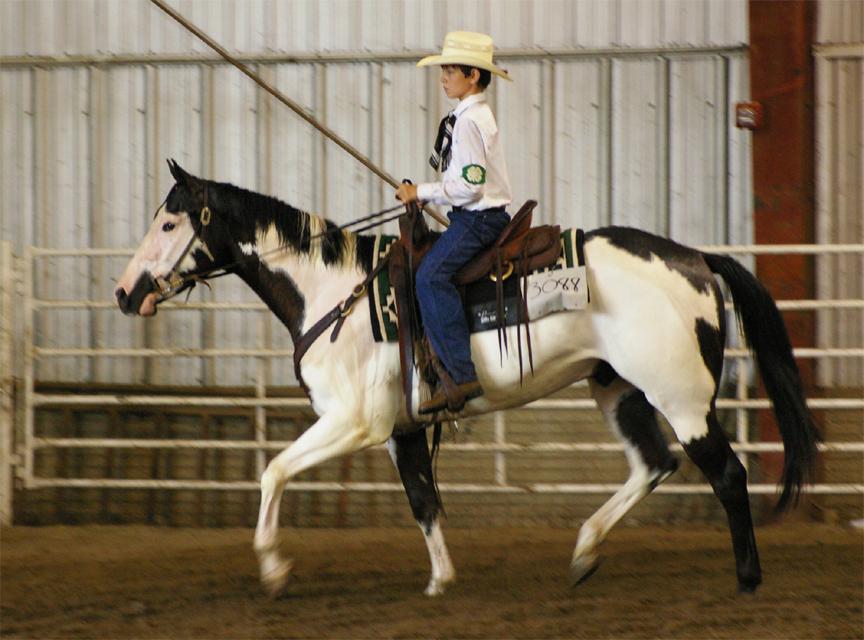